# Куньейра
Куньейра (порт.  Cunheira) — фрегезия (район) в муниципалитете Алтер-ду-Шан округа Порталегре в Португалии. Территория — 35,23 km². Население — 457 жителей. Плотность населения — 13 чел/km².